# Kåfjorden
Kåfjorden (en sami septentrional: Gáivuotna; en kven: Kaivuono) es un fiordo del municipio de Gáivuotna–Kåfjord, provincia de Troms, Noruega. Tiene una longitud de 20 km y desemboca en el Lyngenfjorden, cerca de Birtavarre. La ruta europea E6 recorre los alrededores del fiordo.

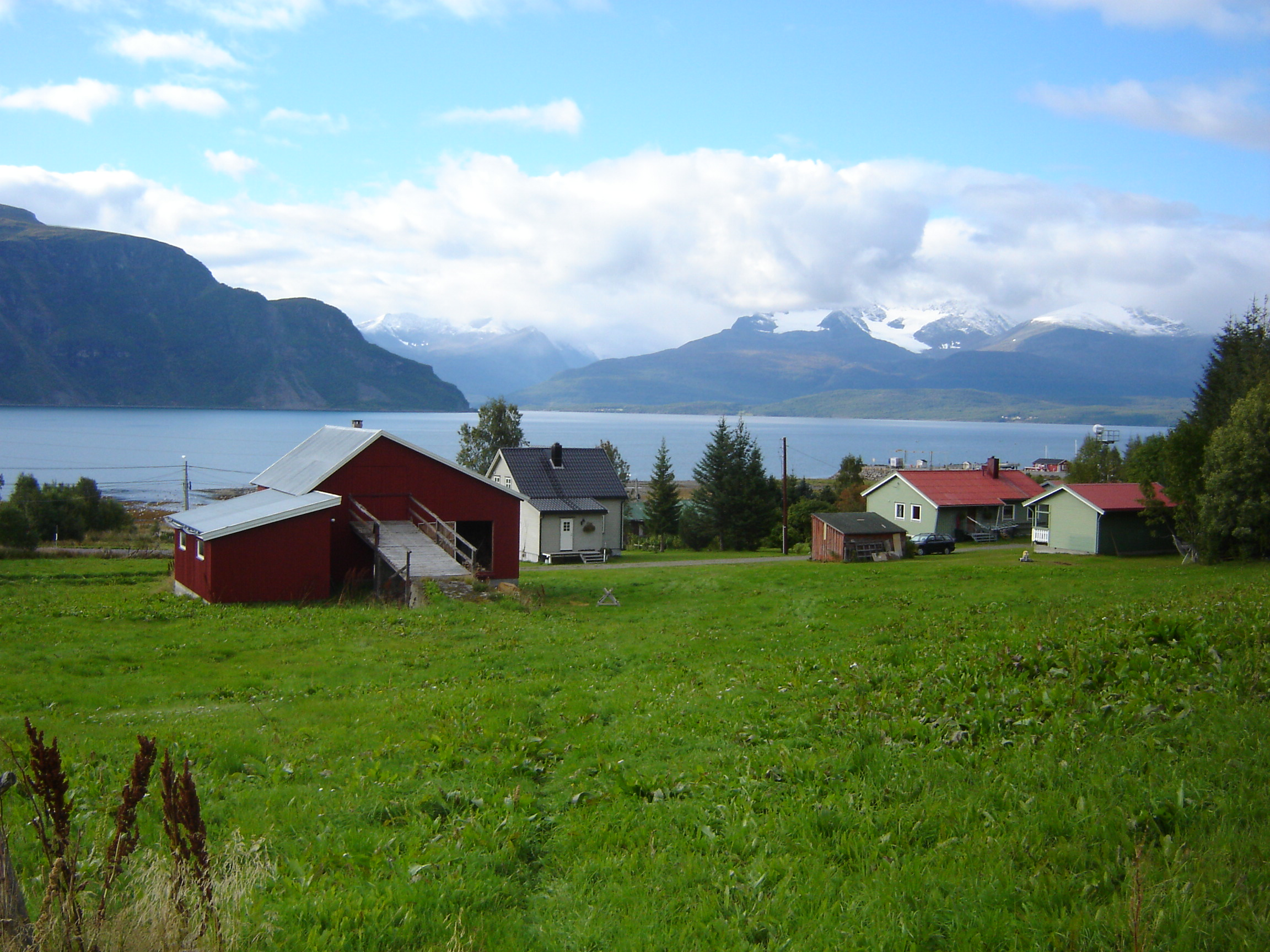
Vista del fiordo